# 20534 Bozeman
20534 Bozeman è un asteroide della fascia principale. Scoperto nel 1999, presenta un'orbita caratterizzata da un semiasse maggiore pari a 2,5368059 UA e da un'eccentricità di 0,0404057, inclinata di 4,25934° rispetto all'eclittica.